# Њујоршки плавци (2. сезона)
Њујоршки плавци је Америчка телевизијска поливијска серија смештена у Њујорк и која приказује унутрешње и спољашње борбе измишљене 15. станице на Менхетну. Свака епизода типично приказује неколико описа главних ликова.
Сезона 2 је емитована од 11. октобра 1994. до 23. маја 1995. године.

## Опис
Ликалсијева је проглашена кривом за убиство Марина и његовог возача и добила је двогодишњу казну у 2. епизоди. Због везе са Ликласијевом и раширеној причи да је скривао доказе који би могли да јој дају дужу казну, Кели је пребачен из 15. и изабрао је да оде из одељења у 4. епизоди. Њега је заменио Боби Симон у 5. епизоди, удовац који је раније радио као возач полицијског начелника. Ово није лако пало Сиповицу, али након сазнања да је Симон добио задатак да буде присутан због своје жене која пати од рака, успео је да прихвати новог партнера и изгради јако пријатељство са њим. Док се веза са Силвијом ближи браку, Сиповиц чак пита Симона да му буде кум.
Након везе са новинарком у коју је сумњао да одаје информације из одељења, Симон је раскинуо и започео везу са једним новим чланом одељења, Дајен Расел. Сиповиц, опорављени алкохоличар, препознаје Раселино понашање и открива да и она има проблем са алкохолом и након убеђивања она одлази на састанак Анонимних Алкохоличара (АА). Са друге стране, због ниског само-поштовања и неверица да би жена као Дона могла да га воли, Медавојев однос са њом га слама и захваљујући малом делу посете Донине сестре.

## Улоге

### Главне
- Дејвид Карусо као Џон Кели (Епизоде 1-4)
- Џими Смитс као Боби Симон (Епизоде 5-22)
- Денис Франц као Енди Сиповиц
- Џејмс МекДенијел као Артур Фенси
- Ејми Бренеман као Џенис Ликалси (Епизоде 1-2)
- Николас Туртуро као Џејмс Мартинез
- Шерон Лоренс као ПОТ Силвија Костас-Сиповиц
- Гордон Клап као Грег Медавој
- Гејл О’Греди као ЛАП Дона Абандандо

### Епизодне
- Џастин Мицели као Адриан Лесњак (Епизоде 3-5, 7, 9-15, 17, 22)
- Ким Дилејни као Дајен Расел (Епизоде 19-22)
- Бил Брочрап као ЛАП Џон Ирвин (Епизоде 17-22)

## Епизоде
| Бр. у серији | Бр. у сезони | Наслов                             | Редитељ         | Сценариста                             | Емитовање          |
| --- | ------------ | ---------------------------------- | --------------- | -------------------------------------- | ------------------ |
| 23 | 1            | Суђења и муке                      | Грегори Хоблит  | Дејвид Милч, Стивен Бочко              | 11. октобар 1994.  |
| Детектив Ликалси жели да се нагоди и прихвати шестогодишњу затворску казну, али Кели се противи томе-чак и кад то значи да би могао да угрози и свој интегритет. Мотивише га чињеница да је заљубљен у Џенис и због тога је раскинуо са Робин Виркус. У међувремену Кели и детектив Енди Сиповиц одлазе у један стан, у згради у комшилуку, који је претрпео гомилу провала и откривају да су двојица њихових колега умешана. Енди такође пати јер његов АА спонзор неће да му дозволи да изађе са Силвијом, а његова жена треба да одбаци оптужбе против њега.                                                           |              |                                    |                 |                                        |                    |
| 24 | 2            | Од кога је Скел Рол                | Мајкл М. Робин  | Дејвид Милч, Стивен Бочко              | 18. октобар 1994.  |
| Џенис Ликалси постаје сведок на свом суђењу за убиство-са критичним сведочењем. Током развоја догађаја Биро за Унутрашњу Контролу истражује Келија и Сиповица због њихових поступака током хапшења позорника Гајса и Квинта због пљачке, а Кели, Сиповиц, Мартинез и Медавој су увучени у убиство полицајца црнца. Покварени новинар Норман Гарднер малтретира Келија опет захваљујући бившем полицајцу Мајку Робертсу, а Енди проналази начин да Нормана ућутка. Инспектор Харвил сјебе договор са Келијем, само да би га поново склопио са Келијем и добио "оно што му треба". Напомена: Последња појава Џенис Ликалси. |              |                                    |                 |                                        |                    |
| 25 | 3            | Тужени полицајац                   | Марк Тинкер     | Чарлс Х. Егли, Ченинг Гибсон           | 25. октобар 1994.  |
| Tоком истраге убиства полицајца који није био на дужности у Кинеској четврти, детектив Кели сарађује са вођом банде и мало засмета детективу Харолду Енгу. Енди је зетечен када је жена са почетка сезоне пронађена мртва. Нова детективка Адриан Лесњак стиже у 15. и сукобљава се са њом током случаја, али почињу да раде заједно да би добили признање у случају. Остали полицајци сазнају да Адриан има бившег дечка који је злог и љубоморног духа. Напомена: Прва појава Адриан Лесњак. |              |                                    |                 |                                        |                    |
| 26 | 4            | Мртви и нестали                    | Данијел Сакхајм | Леонард Гарднер                        | 1. новембар 1994.  |
| Будућност детектива Џона Келија у одељењу је коначно одлучена. 18-омесечну бебу која, се возила у ауту који је возио Двејн Ролинс, је убио атентатор у колима у покрету. Ролинс каже да је то насумично пуцање, али Кели мисли да је Ролинс требало да буде жртва. Сиповиц проналази тело колеге у компсомитујућој позицији и у исто време покушава да балансира посао и лични живот између друштва Анонимних алкохоличара и осећања које гаји према Силвији Костас. Напомена: Последња појава Џона Келија. |              |                                    |                 |                                        |                    |
| 27 | 5            | Симон каже                         | Грегори Хоблит  | Дејвид Милч, Стивен Бочко, Вејлон Грин | 15. новембар 1994. |
| Детектив Боби Симон долази у станицу и одмах добија задатка да са Сиповицем истражи мистериозно убиство ноторног мафијашевог сина. Такође, устаници, детективки Лесњак прети бивши дечко, детектив Џими Абрузо, пиштољем, а гђа. Дејвис долази у станицу са сумњом да јој муж злоставља 14-огодишњу ћерку. Напомена: Прва појава Бобија Симона. |              |                                    |                 |                                        |                    |
| 28 | 6            | Последње подешавање                | Денис Дуган     | Кристофер Маквајер                     | 22. новембар 1994. |
| Када је киропрактичарева жена убијена, детективи Симон и Сиповиц откривају да је доктор, Питер Шенон, њен вереник, био у вези са својом бившом секретарицом Џудит Краски-и стрела сумње упире право у њега. Док је месечарио у сигурносном предузећу преко бившег детектива Мајка Робертса, Мартинезу је почела да се свиђа Летиша Белтран, хиспано студенткиња коју треба да чува, а забринута жена Кристин Вилијамсон уперује пиштољ у Симона који је нашла код свог 11-огодишњег сина. |              |                                    |                 |                                        |                    |
| 29 | 7            | Две Абандандове                    | Енди Волк       | Вејлон Грин                            | 29. новембар 1994. |
| 11-огодишњи дечак тврди да је упуцао хиспанца током инцидента у школи, али детектив Симон осећа да мали штити неког. У међуврену Еди Рејна, женскарош који је ХИВ позитиван постаје мета једне жене коју је инфицирао, а Дејна Абандандо, Донина сестра, долази и ствара проблем између Доне и Медавоја. |              |                                    |                 |                                        |                    |
| 30 | 8            | Живота ти                          | Елоди Кин       | Ерик Њумен, Том Таулс                  | 6. децембар 1994.  |
| Симон и Сиповиц истражују убиство труднице чије је тело оставило мало трагова о њеном и убицином идентитету. У међувремену Сиповиц је дубоко забринут за свог друга, Дена Брина, кога је претукао његов ментално нестабилни син Дени. |              |                                    |                 |                                        |                    |
| 31 | 9            | Доне, знамо за наш педерски изглед | Мајкл М. Робин  | Дејвид Милч, Стивен Бочко              | 3. јануар 1995.    |
| Са трансексуалком Кендис ЛаРу као сведоком, Симон и Сиповиц истражују убиство власника геј-бара. Такође Дена Брина посећује његов ментално нестабилни син Дени упркос Сиповицевом противљењу. Током развоја догађаја Медавој истражује циганску гатару када је његов најстарији комшија преварен, а Фенсијева жена треба да се породи. |              |                                    |                 |                                        |                    |
| 32 | 10           | У дупе, Бобе                       | Дона Дајч       | Дејвид Милч, Стивен Бочко              | 10. јануар 1995.   |
| У својој моћи, детектив Арнолд Соломон снагом преузима случај детективу Бобију Симону након што је Симон ухапсио осумњиченог серијског убицу Путнама. Командир Харвил хоће да добије поручника Фенсија покушавајући да га наговори да лаже о умешаности у злочин. У међувремену детективка Лесњак има проблем, новинарка Бенита Ејден преви представу за детектива Симона, а Сиповиц поново проси Силвију-овог пута успешно. |              |                                    |                 |                                        |                    |
| 33 | 11           | Виши-Веши-Вини                     | Мајкл М. Робин  | Дејвид Милч, Стивен Бочко              | 17. јануар 1995.   |
| Симон и Сиповиц се приближавају идентификовању серијског убице "Вебстерског диктатора" упркос унутрашњој политици која компликује случај. У међувремену, са издајником Винијем Греком, Сиповиц са својим човеком покушава да спречи пљачку банке. У међувремену са Грековим признањем окреће партију у своју корист присиљавајући командира Харвила да оде у превремену пензију. |              |                                    |                 |                                        |                    |
| 34 | 12           | Бес великих уста                   | Чарлс Хед       | Тереза Рибек                           | 7. фебруар 1995.   |
| Симон и Сиповиц истражују брутално убиство девојке, а један од осумњичених је Дерик Коб, девојчин очух. У међувремену детектив Симон је зебринут за свог друга Рејмонда ДиСалва који се упетљао у диловање у свом плесном клубу, а детективка Лесњак истражује згодног преваранта Мека МакКлилана који вара жене које ништа не сумњају. У међувремену долази нови командир, капетан Клифтон Бас који нема много искуства са детективским одељењем. |              |                                    |                 |                                        |                    |
| 35 | 13           | Путовања са Ендијем                | Марк Тинкер     | Роузмери Бреслин                       | 14. фебруар 1995.  |
| Симон и Сиповиц истражују погубљење три радника ресторана брзе хране, док Мартинез и Лесњакова траже човека који је покушао да силује 78-оодишњу жени, гђу. Стивенс. У личној ситуацији Сиповиц и Силвија се не слажу око обима и величине њихове свадбе, а Мартинез постаје љубоморан када Лесњакова оде на ручак са старим познаником, др. Полом Друзинским. |              |                                    |                 |                                        |                    |
| 36 | 14           | Убиство са зубима у себи           | Дона Дајч       | Френклин Аџај, Бари Даглас             | 21. фебруар 1995.  |
| Симон и Сиповиц истражују убиство макроа, а сви трагови упућују на осумњиченог у њиховом одељењу, Џерија МекКејба, Сиповицевог друга. У међувремену се дешавају две романтичке кризе: Мевадој у својој ирационалној љубомори натера Дону да двапут размисли о њиховој вези, а Симоново поевере је издала новинарка Бенита Ејден. |              |                                    |                 |                                        |                    |
| 37 | 15           | Бомбе падају                       | Хорхе Монтеси   | Дејвид Милч, Стивен Бочко, Бил Кларк   | 28. фебруар 1995.  |
| Симон и Сиповиц истражују Вартана Илескуа, имигранта који је можда терористички бомбаш и који је можда убио серијског убицу Џорџа Путнама пре него што је дошло до суђења. У међувремену Медавојева веза са Доном се погоршава након што он направи грешку питајући њену сестру Дејну за савет. |              |                                    |                 |                                        |                    |
| 38 | 16           | Не-Амерички графити                | Џо Ен Фогл      | Леонард Гарднер                        | 14. март 1995.     |
| Симон и Сиповиц истражују брутално убиство тинејџера који је цртао графите у Малој Италији. У међувремену Дона не зна шта да ради са својом везом са Медавојем, а Силвију пљачкају, што открива мрачну тајну Сиповицу. |              |                                    |                 |                                        |                    |
| 39 | 17           | Прљаве чарапе                      | Елоди Кин       | Лари Коен                              | 21. март 1995.     |
| Детектив Симон покушава да убеди крхку Џојс Новак, сведока у случају дуплог убиства, да сведочи пред великом поротом. У међувремену Сиповиц је очајан што је добио да истражи убиство старије жене, власнице продавнице слаткиша где је радио као мали. Напомена: Прва појава ЛАП Џона Ирвина. |              |                                    |                 |                                        |                    |
| 40 | 18           | Наговештај                         | Марк Тинкер     | Вејлон Грин, Дејвид Милс               | 4. април 1995.     |
| Симон и Сиповиц покушавају да нађу убису који је наулици убио конобарицу и окрзнуо два полицајца и три цивила пре него што се то завршило. У међувремену поручник Фенси се суочава са проблемима које има његов млађи брат, униформисани полицајац Реџи. |              |                                    |                 |                                        |                    |
| 41 | 19           | Боксерска побуна                   | Хорхе Монтеси   | Вејлон Грин, Бил Кларк                 | 2. мај 1995.       |
| Детективу Симону почиње да се свиђа полицајка на тајном задатку, Дајен Расел, која му помаже на случају, Сиповиц се емоционално уплиће када је жена која је требало да сведочи у случају пљачке убијена, а Мартинез открива да се поручник Фенси буквално извлачи без удараца када су њих двојица упали на тренинг за боксерски одељенски турнир. Напомена: Прва појава Дајен Расел. |              |                                    |                 |                                        |                    |
| 42 | 20           | Кладионичар и тикет                | Марк Пизнарски  | Џорџ Д. Патнам                         | 9. мај 1995.       |
| Док покушавају да пронађу убицу кладионичара, Симон и Сиповиц добијају помоћ од неочекиваног извора, ментално нестабилне Џојс Новак, сведока из претходног случаја убиства, која оптужује Симона за лоше понашање након што је увредио, а Силвија и Сиповиц иду на саветовање због припреме свадбе. |              |                                    |                 |                                        |                    |
| 43 | 21           | Детектив у банци                   | Мајкл М. Робин  | Виктор Бамбало                         | 16. мај 1995.      |
| Смртно болесно дете доказује виталну везу између Симона, Сиповица и серијског силоватеља, а Симон сумња да Раселова крије неки озбиљан проблем. Медавој размишља да се помири са бившом женом, Ирвин тражи Симонову помоћ након што су њега и његовог дечка-напали полицајци, а Сиповиц тражи личну услугу од свог партнера. |              |                                    |                 |                                        |                    |
| 44 | 22           | П.О.Т. Сиповиц                     | Марк Тинкер     | Дејвид Милч, Стивен Бочко              | 23. мај 1995.      |
| У намери да добије признање, Сиповиц капитализује случај погрешног идентификовања. Фенсијевом брату је сместио наредник у намери да се суочи са оптужбом за узнемиравање док детективи не открију истину. У међувремену Раселин мамурлук резултира блиским позивом током уличне операције, а одељење спрема прославу за Сиповица. |              |                                    |                 |                                        |                    |